# 팰머스 대학교
팰머스 대학교(Falmouth University)는 잉글랜드 콘월주 팰머스에 있는 공립 대학교이다. 1902년 첫 개교되었다.

## 같이 보기
- 영국의 대학 목록